# 花に寄せて
「花に寄せて」（はなによせて）は、新実徳英の合唱組曲。混声合唱組曲としてまず発表され、後に男声合唱、女声合唱、独唱にも編曲された。作詩は星野富弘。

## 概説
北九州混声合唱団の委嘱により、1985年（昭和60年）11月7日、同団の第19回定期演奏会で混声版が初演された。指揮＝三浦宣明、ピアノ＝畑瀬由美子。新実の作品としては、『幼年連祷』（作詩:吉原幸子、1980年）をはじめとする調性的な作品の系統に属する。女声版は1990年にふみの會の委嘱により、男声版は同年に東京経済大学グリークラブの委嘱により、それぞれ編曲初演されている。『幼年連祷』とは異なり「旋律主導の作品であった」がゆえに混声、女声、男声の各ヴァージョンができたとしている。独唱版は2014年11月にソプラノ歌手松本美和子のリサイタルを機に全曲を編曲した。
星野の詩画集『風の旅』からテキストを選んだ。星野の詩は一篇ずつが比較的短いため、共通するテーマを持つ二、三篇を一曲にまとめる構成も試みている。またほぼ全曲にミラソ（移動ド）の共通モチーフが与えられている。新実にとっては珍しく「先に詩を紹介された」ことがきっかけであるが、この紹介が新実にとっては衝撃であり、「生きる希望、生きる勇気を与えることこそ芸術の存在理由だと私は信じているのだが、この詩画集の著者はまさにそれを私に与えてくれた」「詩が先にある場合の音楽作りとして、私としては最も善き成果を得られたもののひとつとして自負しています。少なくとも、このような種類の曲は、私には二度と作れないものでありましょう」と新実は述べている。また一合唱組曲の作曲にに3年間という長い期間を費やしたのも異例である。
合唱指揮者の高嶋昌二は、この曲について、「平易で何の衒いもないのに、大きな障害を持ったがゆえにつむぎ出される珠玉のことばは人間の心の一番きれいな部分が結晶したかのように感じられます。それゆえ、練習中何度も泣いて歌えなくなる生徒らの姿があり、そのたび子どもたちの中に人を思いやる温かい心が育つさまを目の当たりにして、振っている私も、聴いていたOBもまた涙するのでした」と述べている。

## 曲目
全7楽章からなる。なお独唱版については「移調は歌い手さんの都合に合わせて自由にしていただいて構わない」としている。
1. たんぽぽ
イ長調。男声版は平成6年度全日本合唱コンクール課題曲。
2. ねこじゃらし
ホ長調。
3. しおん
変ニ長調。
4. つばき・やぶかんぞう・あさがお
イ短調。男声版は平成13年度全日本合唱コンクール課題曲。
5. てっせん・どくだみ
ヘ長調。
6. みょうが
ニ長調。
7. ばら・きく・なずな-母に捧ぐ-
変ト長調。男声版は平成22年度全日本合唱コンクール課題曲。

## 楽譜
すべてカワイ出版から出版されている。
- （混声版）ISBN 978-4-7609-1092-2
- （女声版）ISBN 978-4-7609-1484-5
- （男声版）ISBN 978-4-7609-1818-8
- （歌曲版）ISBN 978-4-7609-4156-8